# Карвово-Духовне
Карвово-Духовне (пол. Karwowo Duchowne) — село в Польщі, у гміні Бодзанув Плоцького повіту Мазовецького воєводства.
Населення — 193 особи (2011).
У 1975-1998 роках село належало до Плоцького воєводства.

## Демографія
Демографічна структура станом на 31 березня 2011 року:
|          | Загалом | Допрацездатний вік | Працездатний вік | Постпрацездатний вік |
| -------- | ------- | ------------------ | ---------------- | -------------------- |
| Чоловіки | 90      | 15                 | 61               | 14                   |
| Жінки    | 103     | 22                 | 54               | 27                   |
| Разом    | 193     | 37                 | 115              | 41                   |